# Imago Mundi (revista)
|  | No s'ha de confondre amb Imago Mundi. |

Imago Mundi és una revista acadèmica bianual revisada per experts creada el 1935 per Leo Bagrow. Tracta sobre la història de la cartografia, mapes antics i idees relacionades amb els mapes. Els articles estan escrits en anglès i tenen resums en francès, alemany, castellà i anglès. Cada volum també conté tres seccions de referència (ressenyes de llibres, bibliografia i crònica) que proporcionen un resum dels desenvolupaments actuals en el camp.
Els treballs publicats en aquesta revista són citats amb freqüència en obres especialitzades en temes cartogràfics.